# Kryssowytschi
Kryssowytschi (ukrainisch Крисовичі; russisch Крысовичи, polnisch Krysowice) ist ein Dorf in der westukrainischen Oblast Lwiw mit etwa 600 Einwohnern.
Es liegt 70 km westlich von Lwiw und 25 km östlich der polnisch-ukrainischen Grenze, 3 km südlich der Stadt Mostyska zwischen den Ortschaften Tschyschky im Westen, Strilezke im Osten und Nahirne im Süden.
Am 18. Dezember 2016 wurde die Ortschaft ein Teil der neu gegründeten Stadtgemeinde Mostyska (Мостиська міська громада Mostyska miska hromada), bis dahin bildete sie zusammen mit den Dörfern Nahirne (Нагірне) und Tschyschky (Чишки) die gleichnamige Landratsgemeinde (Крисовицька сільська рада/Kryssowyzka silska rada). Bis zum 17. Juli 2020 lag sie im Rajon Mostyska, seither ist sie ein Teil des Rajons Jaworiw.

## Geschichte
Die erste Erwähnung des Ortes stammt aus dem Jahr 1440, aber 1469 wurde traditionell als Gründungsdatum behauptet. Der Ortsname sei von der ruthenischen Adelsfamilie Krys abgeleitet worden, aber die ersten bekannten Besitzer war die Familie Kunat aus Tuligłowy, im 16. Jahrhundert im Besitz von Hermanowski, dann folgten Pełk, Grochowski (17. Jhr.), Złoczowski (früh. 18. Jhr.), Mniszek und Stadnicki (bis 1939).
Politisch gehörte die Ortschaft zunächst zum Przemyśler Land in der Woiwodschaft Ruthenien der Adelsrepublik Polen-Litauen.
Bei der Ersten Teilung Polens kam das Dorf 1772 zum neuen Königreich Galizien und Lodomerien des habsburgischen Kaiserreichs (ab 1804). Auf der ethnographischen Karte der Österreichischen Monarchie von Karl von Czoernig-Czernhausen aus dem Jahr 1855 lag der Ort in einer polnischen Sprachinsel im Süden von Mościska (Mostyska).

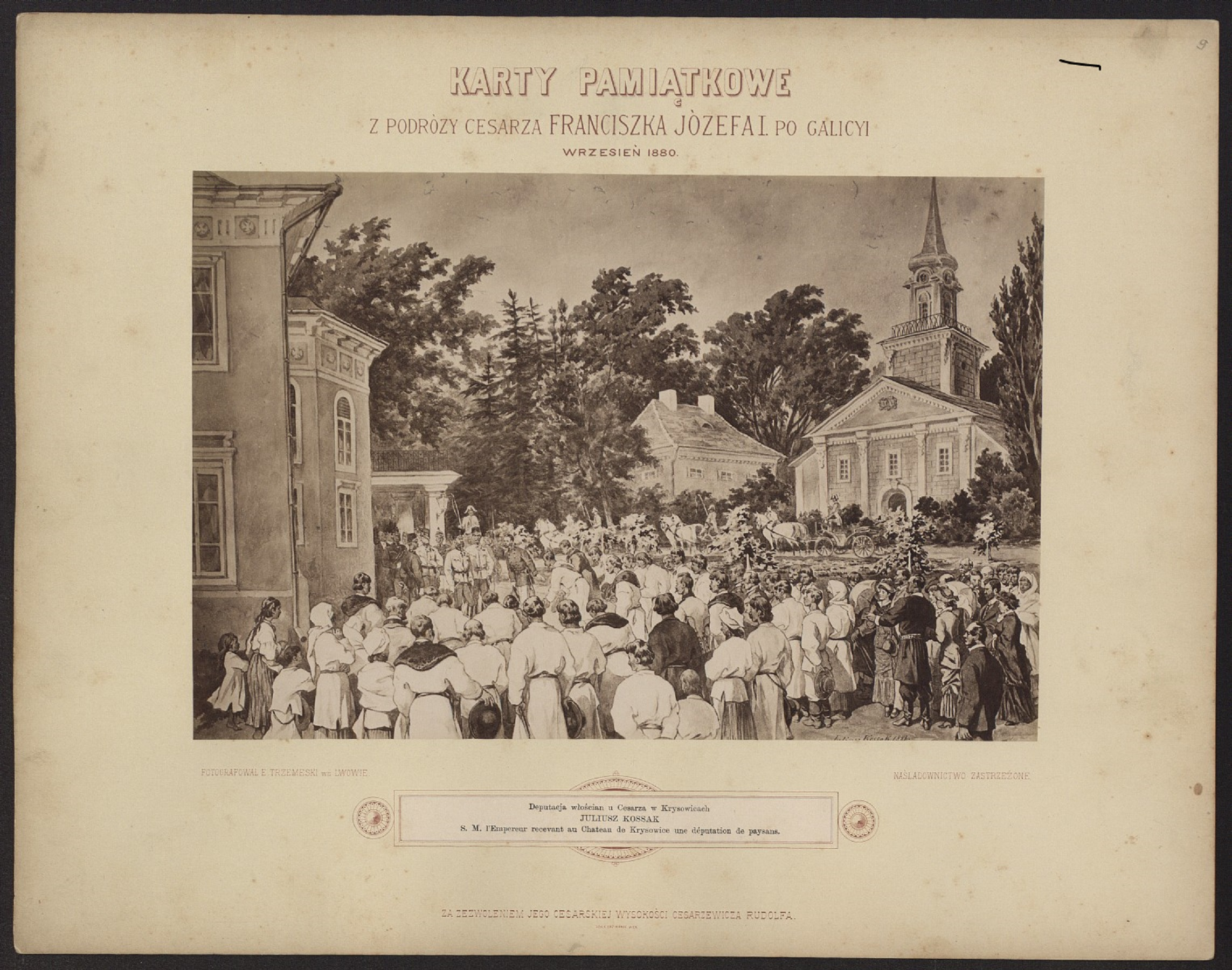
Franz Joseph. I in Krysowice, 1880, Zeichnung von Juliusz Kossak

Um 1780 baute Adam Józef Mniszek an der Stelle der örtlichen Burg eine prachtvolle Barockresidenz. Im September 1880 wurde der Palast vom Kaiser Franz Joseph I. für einige Tage besucht, um die Truppenübung der k.u.k. Armee zu beobachten. Im ersten Winter des Ersten Weltkriegs wurde das Gebäude zur Kommandostelle der russischen Armee der Belagerung von Przemyśl, in der Zwischenkriegszeit restauriert, aber 1939 von Sowjets komplett zerstört.
Im Jahre 1900 hatte die Gemeinde Krysowice im Bezirk Mościska 137 Häuser mit 782 Einwohnern, davon waren alle Polnischsprachige, 697 waren römisch-katholisch, 55 griechisch-katholisch, 30 jüdischer Religion.
Nach dem Zerfall Österreich-Ungarns zum Ende des Ersten Weltkriegs wurde das Dorf zunächst Bestandteil der Westukrainischen Volksrepublik und nach dem Polnisch-Ukrainischen Krieg kam die Gemeinde 1919 zu Polen. Im Jahre 1921 hatte sie 128 Häuser mit 781 Einwohnern, davon waren 775 Polen, 6 Ruthenen, 740 waren römisch-katholisch, 21 griechisch-katholisch, 20 jüdischer Religion.
Im Jahre 1938 lebten im Dorf 820 Römisch-Katholiken, die zur Pfarrei in Mościska gehörten.
Im Zweiten Weltkrieg gehörte das Dorf nach der Sowjetischen Besetzung Ostpolens zuerst zur Sowjetunion und nach der Eroberung durch die Wehrmacht ab 1941 zum Generalgouvernement. Nach dem Krieg fiel es 1945 wieder an die Ukrainische SSR innerhalb der Sowjetunion und nach deren Zerfall 1991 zur unabhängigen Ukraine.
Im Jahre 2001 hatte das Dorf 609 Einwohner, davon 67,82 % Ukrainer und 32,18 % Polen.
2009 wurde eine selbständige römisch-katholische Pfarrei vom Erzbischof Mieczysław Mokrzycki in Kryssowytschi errichtet.